# Locomotiva FCL 170
Le locomotive 170 erano locomotive a vapore che la Mediterranea Calabro Lucane acquisì per il servizio sulle proprie linee a scartamento ridotto.

## Storia
Le locomotive furono costruite consegnate tra il 1922 e il 1923 dalla Società Italiana Ernesto Breda per Costruzioni Meccaniche di Milano e furono immesse in servizio tutte nel corso del 1923, assegnate inizialmente ai depositi di Cosenza, Monteleone, Gioia Tauro e Soverato, in seguito furono assegnate anche a quello di Crotone. Le ultime unità furono accantonate negli anni settanta a Gioia Tauro.
Furono tutte demolite nel 1977, con l'eccezione della locomotiva numero sociale 188, preservata staticamente presso il deposito di Gioia Tauro.

## Caratteristiche
Le locomotive erano locotender a quattro assi (di cui tre motori e uno anteriore portante, accoppiato al primo asse motore secondo lo schema del "carrello italiano") a vapore surriscaldato e semplice espansione, con sistema di distribuzione Walschaerts. Erano dotate di freno a mano a vite, freno Westinghouse e freno moderabile.